# 옻칠

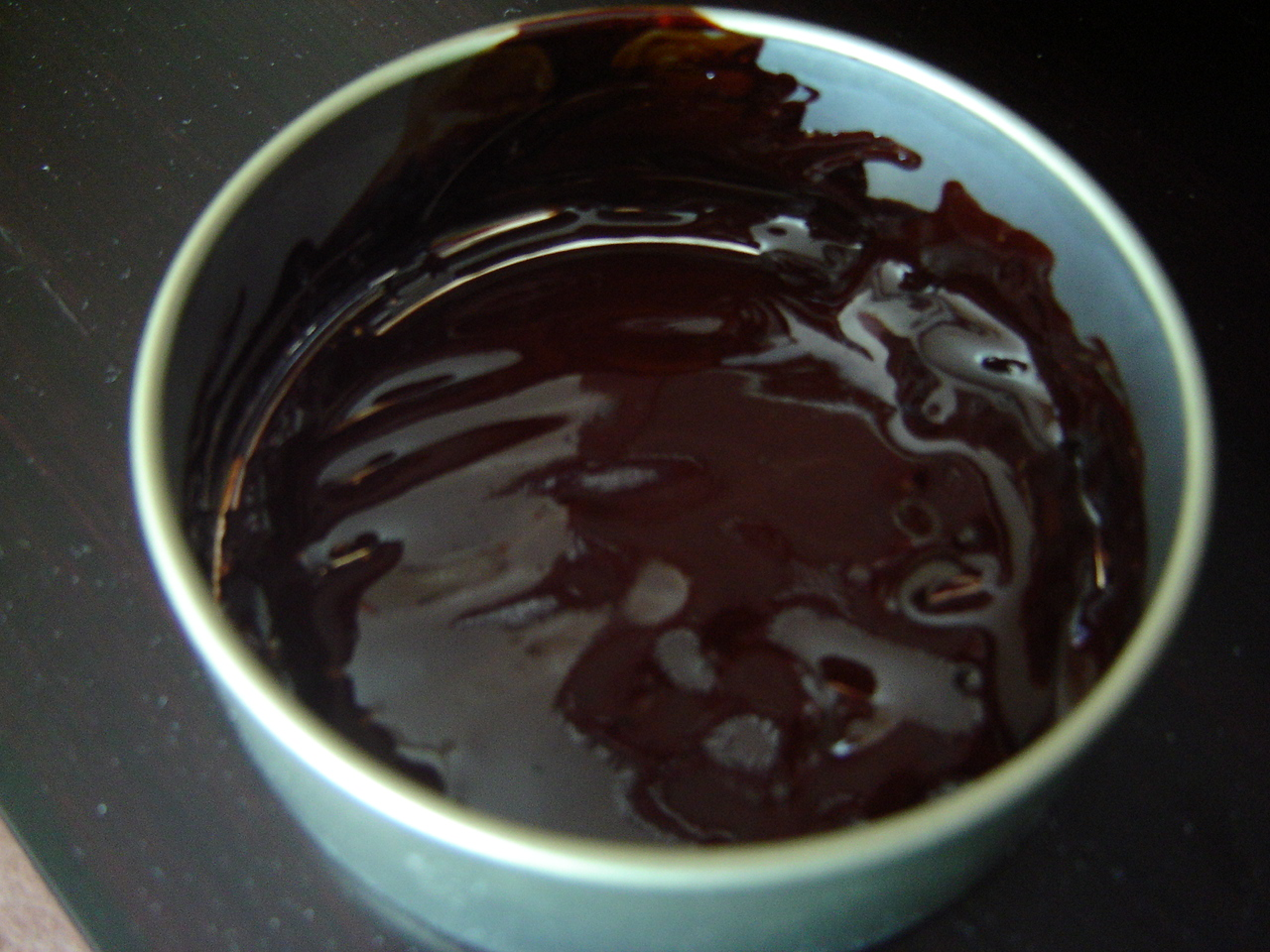
옻 진

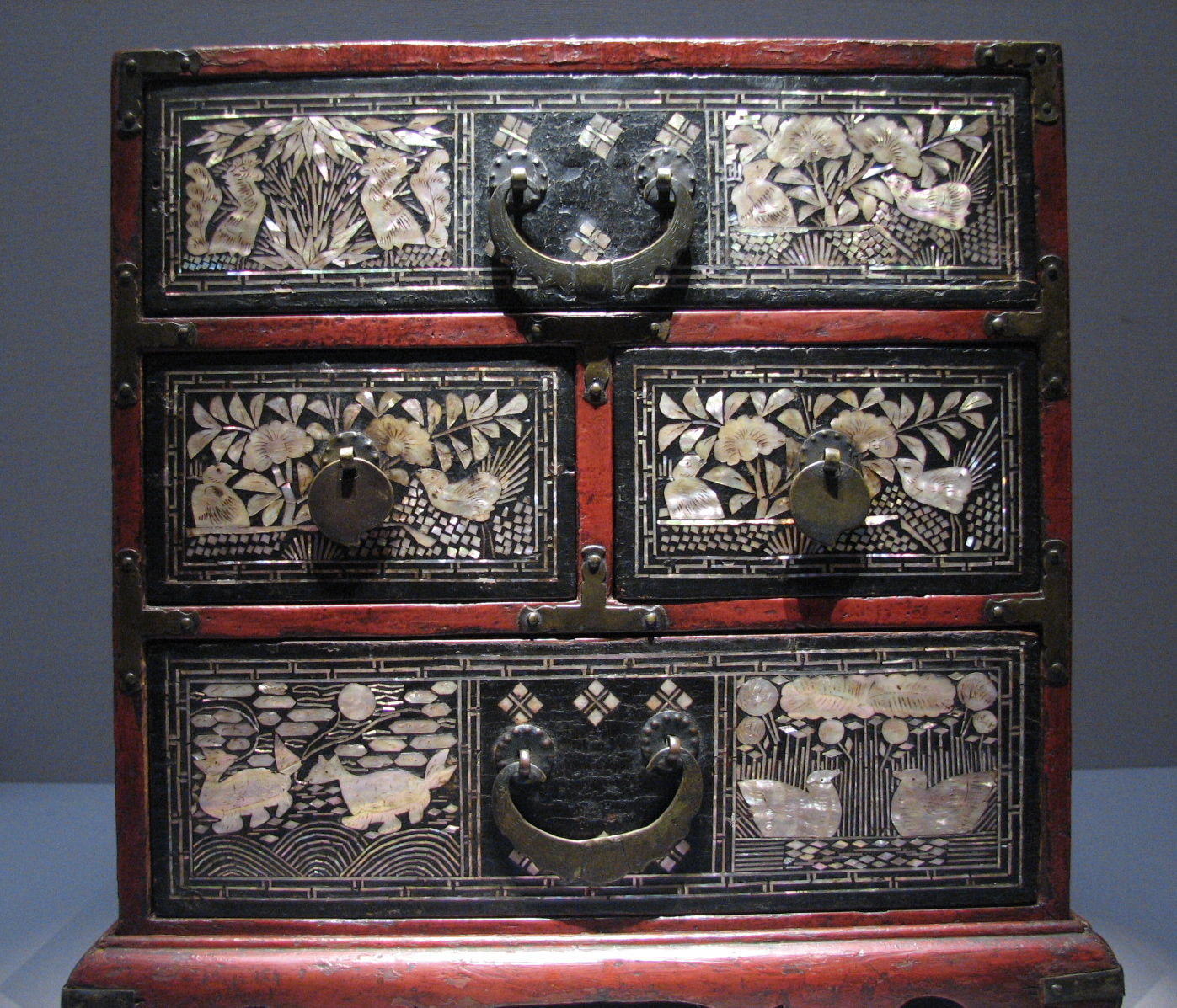
조선시대 자개서랍장
서울 국립중앙박물관

옻칠( ── 漆, Lacquer 래커[*])은 옻나무의 진, 또는 그릇이나 가구 등에 그것을 바르는 일을 말한다. 물건에 바르면 검붉은 빛을 띠고 윤이 난다. 일상용품·공예품·예술품 등의 마감에 사용된다. 옻칠작업의 공정이 상대적으로 까다롭기 때문에 합성도료의 개발이후 사용량은 많이 줄었다.

## 한국의 옻칠
한반도에서 옻칠한 기물의 흔적은 B.C 3세기경부터 발견되며, 삼국시대에는 고분에서 다양한 종류의 칠기가 발견된 바 있다. 신라에서는 칠전(漆典)이란 관서가 있었고, 고려시대에는 중상서(中尙署)와 군기감(軍器監)에 칠장이 배속되어 있었으며, 조선시대에는 경공장(京工匠)과 외공장(外工匠)에 칠장이 있었다. 옻칠은 자개로 장식하는 그릇뿐만 아니라 갓이나 소반·쟁반 등 목기와 장죽(長竹)·죽기(竹器)·지기(紙器) 기타 일용 도구에 널리 이용되어 왔다.

일제강점기에는 일본풍의 공예의 유입으로 한반도의 전통공예기술이 끊겨버릴 위기에 있었으며 독립이후 캐슈(Cashew)라는 값싼 대용 칠의 등장으로 한국 고유의 전통적인 칠기는 퇴보를 거듭하였다. 어려운 상황에서 (다행히) 기능보유자 신중현(申重鉉)은 그의 매형인 홍순태(洪舜泰)에게 전수 받아 옻칠의 전통을 이어오고 있다. 홍순태옹은 11세 되던 해, 이왕가 미술공방에서 이원구 선생을 사사하기 시작하여 이후 1928년부터 1937년까지 조기준 선생, 1938년부터 빙견(일본인)선생 등을 사사했다.

## 옻나무
옻나무는 낙엽교목으로 학명은 Rhus Verniciflua Stokes이다. 높이는 12m, 지름 40cm까지 크며 우리나라의 원주(原州)ㆍ합천ㆍ지리산 등지에서 산출되며, 북한지방에는 평북 태천칠(泰川漆)이 유명하다. 칠의 종류는 하지용(下地用)으로 사용되는 생칠(生漆)과 상도용(上塗用)으로 사용되는 투칠(透漆), 투칠에 안료(顔料)를 가한 채칠(彩漆), 투칠에 철분을 가한 흑칠(黑漆), 옻나무에 불을 가하여 나온 진인 화칠(火漆), 생칠을 화학적으로 처리한 정제칠(精製漆)이 있다.

## 옻칠의 공정
옻칠 공정(工程은 다음과 같다.
1. 사포질 : 목기의 바탕인 백골(白骨)을 사포(砂布)로 문지르는데, 거친 데를 매끈하게 하는 작업으로 이 작업을 바탕바로잡기라 한다.
2. 생칠바르기 : 백골에 귀얄(돼지털솔) 생칠을 얇게 발라서 칠장에 넣어 건조시키는데, 이를 말칠(末漆)ㆍ초칠(初漆)ㆍ바탕칠이라 한다. 이 공정에 생칠이 나무에 스며들며 흠집도 메워진다.
3. 틀메임 : 생칠에 톱밥·밥풀을 섞어 틈이 난 곳을 메운다. 혼합비율은 생칠 45%, 톱밥 40%, 밥풀 15%이다.
4. 베바르기 : 나무가 터지거나 뒤틀리지 않게 베를 바르는 일로, 생칠과 쌀풀을 각각 55%와 45%의 비율로 섞어서 쓰며, 쓰이는 도구를 칠주걱이라 한다.
5. 고태바르기 : 황토를 불에 구워낸 다음 물에 띄워 가루를 내고, 황토가루와 생칠과 풀을 배합해서 베바르기 한 위에 발라서 베의 틈을 메운다음 평평하게 바른다. 배합율은 45 : 50 : 5이며, 은행나무 칠주걱을 쓴다.
6. 숫돌갈기 : 고태바르기를 마치면 물을 주면서 숫돌로 바닥을 갈아 평평하게 한다.
7. 자개붙임(또는 자개지짐) : 자개(주로 제주산 전복껍질)에 도안한 종이를 얹어 실톱으로 잘라내고, 아교칠을 하여 인두로 지져 붙인다.
8. 아교빼기(또는 풀빼기) : 자개 밖으로 묻어난 아교를 닦아내는데, 물을 90∼100도로 끓여 문질러 낸다.
9. 생칠바르기 : 자개를 붙인 곳에 생칠을 칠하여 말리면 단단히 붙고, 오래간다.
10. 고태바르기(또는 토분바르기) : 생칠에 황토를 물에 풀어서 정제한 가루인 토분과 물을 혼합하여 자개붙임 바탕에 두 차례 바른다. 생칠ㆍ토분ㆍ물의 비율은 40 : 50 : 10이다.
11. 숫돌갈기 : 토분을 바른 뒤에 물을 주어가면서 숫돌로 부드럽게 간다. 이때, 지나치게 갈면 자개가 닳아 없어지고 바탕이 패이게 되므로 주의한다.
12. 중칠(中漆) 바르기 : 토분을 재얹어 갈아 놓은 곳을 중칠을 발라 칠장에 넣어 하룻밤을 재워 말린다.
13. 숯으로 갈기 : 중칠의 건조된 표면을 숯으로 간다. 숯은 은행나무를 특수하게 열처리한 것이 좋다.
14. 오칠(五漆)바르기 : 중칠한 위에 질 좋은 상칠(上漆)을 발라 마지막 칠을 한다. 옻칠은 단번에 두껍게 바르기보다는, 여러 번 거듭 칠하여 두껍게 할수록 좋다.
15. 숯으로 갈기 : 자개 위에 상칠을 바른 경우 자개등 위의 칠을 긁어낸 다음 숯으로 생칠을 한 두께의 1/4정도 갈아서 바닥을 곱게 한다.
16. 초광내기 : 치분(齒粉)과 콩기름을 섞어서 숯으로 갈아 솜에 찍어 바닥을 문지른 다음 콩기름만을 솜에 찍어 문지르면 고운 윤이 난다.
17. 재광내기·삼광내기 : 마지막 광내기로 생칠 중 좋은 칠을 정하게 해서 광을 낸 위에 솜으로 골고루 문지른 다음 칠장에 넣어서 약 2∼3시간 말린다음 치분을 발라 기름기를 빼낸 다음 솜으로 곱게 닦은 다음 부드러운 종이로 포장한다.

## 같이 보기
- 용매
- 바니시
- 칠기
- 칠장

## 참조
1. ↑  “보관된 사본”. 2004년 10월 23일에 원본 문서에서 보존된 문서. 2013년 2월 21일에 확인함.

 본 문서에는 서울특별시에서 지식공유 프로젝트를 통해 퍼블릭 도메인으로 공개한 저작물을 기초로 작성된 내용이 포함되어 있습니다.